# Coelossia trituberculata
Coelossia trituberculata là một loài nhện trong họ Araneidae.
Loài này thuộc chi Coelossia. Coelossia trituberculata được Eugène Simon miêu tả năm 1903.